# Trollhätte kanal
Trollhätte kanal er et 82 kilometer lang kanalsystem mellem Vänern og Kattegat. 10 kilometer af kanalen er udgravet og sprængt kanal, mens resten er en naturlig del af Göta älv. Højdeforskellen fra havet til Vänern, 43,8 meter, forceres via seks sluser. Den første sluse i Lilla Edet har en løftehøjde på 6 meter og de påfølgende fire sluser i Trollhättan har en løftehøjde på omtrent 32 meter, og fører uden om Trollhättefallen og vandkraftværkerne. En udgravet/sprængt kanal går gennem Trollhättan. Den sidste sluse, ved Brinkebergskulle i Vänersborg kommune løfter yderligere ca. 6 meter og kanalen Karls grav leder til slut frem til Vänern via den lille sø Vassbotten.
Den norske konge Harald Hårderåde skal i følge historien allerede i sommeren 1064 være rejst op ad Göta älv med en krigsflåde på 60 fartøjer. Vandfaldene ved Lilla Edet, Trollhättan og Vargön udgjorde naturlige hindringer og man måtte trække fartøjerne på land forbi disse. Allerede i 1500-tallet var der planer om at bygge sluser og dermed gøre floden sejlbar hele vejen mellem Kattegat og Vänern. Det varede imidlertid helt frem til 1800 før dette var muligt. Tidligere forsøg på at bygge sluser forbi Trollhättefallene blev dog gjort, blandt andet af Christopher Polhem, og man kan i dag se resterne af Polhems sluser ved vandfaldene i Trollhättan. 
Sveriges og Trollhätte kanals første sluse, Lilla Edets sluse, blev færdigbygget allerede i 1607. Siden de første sluser fra 1800 er der bygget yderligere to slusekonstruktioner forbi Trollhättan, først i 1844 og den sidste i 1916. Disse tre slusesystemerne ligger ved siden af hinanden i Trollhättan, men det er kun 1916-sluserne som nu er farbare. Der har været flere ombygninger og restaureringer på disse sluser.
Hvert år fragtes ca. 3,5 millioner ton gods, og i sommermånederne passerer mellem 3 og 4.000 fritidsbåde gennem kanalen.
Max dimensioner for både som går gennem kanalen er:
- Længde: 88 meter.
- Bredde: 13.20 meter.
- Mastehøjde: 27 meter.
- Dybde: 5.40 meter.

Både som er bygget efter disse mål klassificeres som Vänermax.

## Broer
Se også Göta älv.
- Dalbobron, over Trafikkanalen, Vänersborg, klapbro, 1963. Tidligere fandtes en svingbro på stedet
- Residensbron, over Hamnkanalen, Vänersborg
- Vassbottenleden, over Hamnkanalen, Vänersborg
- Jernbanebroerne over Trafikkanalen og Hamnkanalen, den vestre er en klapbro, 1917. Mellem 1867 og 1917 fandtes en svingbro på stedet, som oprindelig blev bygget for Uddevalla-Vänersborg-Herrljunga Järnväg (UWHJ).
- Gropbron, klapbro, over Karls grav, Vänersborg, 1965. Mellem 1912 og 1965 fandtes en svingbro på stedet.
- Klapbrobroen, over Trafikkanalen, mellem østre flodbred og Spikön i Trollhättan, bygget 1958. Før 1958 fandtes en ældre klapbro på stedet.
- Nydqvist & Holms jernbanebro, svingbro over Trafikkanalen, Trollhättan

## Øer
Da Karls grav mellem Göta älv og Vassbotten ble indviet i 1752 blev Vänersborg og dele af det daværende Vassända sogn en ø mellem floden i øst og den nye kanal i vest. Flere andre øer er blevet dannet da kanalerne blev bygget:
- Lilla Vassbotten, Vänersborg
- Stallbackaön, Trollhättan
- Spikön, Trollhättan
- Kanalön, Trollhättan
- Åker, Trollhättan
- Gamle dal'n, Trollhättan